# 希腊罗马古迹学辞典
《希腊罗马古迹辞典》是初版于1842年的一部英语百科全书。改进和扩充后的第二版出版于1890年。这部辞典收录了法律、宗教、建筑、战争、日常生活以及立足于一位古典学者视角的其他相近条目。它是史密斯（William Smith）关于古典遗迹所编一系列参考书中之一，其他的参考书涵盖人物与地方。任一版本的篇幅都超过一百万字，而所有版本目前都不受版权限制。

## 引用
- Template:DGRA